# Habronestes jocquei
Habronestes jocquei là một loài nhện trong họ Zodariidae.
Loài này thuộc chi Habronestes. Habronestes jocquei được Barbara C. Baehr miêu tả năm 2003.